# 범록연맹
범록연맹(泛綠聯盟, 영어: Pan-Green Coalition, Pan-Green Camp)은 현재 중화민국의 비공식적인 정치연맹으로, 민주진보당(DPP), 대만기진(TSP)이 주축으로 이루어져 있다. "범록"이라는 이름은 민진당이 환경 운동의 일환으로 사용한 녹색에서 유래한다. 중국의 통일보다는 타이완 공화국으로의 분리독립을 선호한다.
2000년 중화민국 총통 선거의 여파로 리덩후이가 국민당에서 축출되어, 타이완의 독립을 지지하는 대만단결연맹이라는 정당을 조직하면서 형성되어, 천수이볜의 집권으로 인해 중화민국내 강한 영향력을 끼치는 정치세력으로 자리잡았다.

## 범록연맹에 속하는 정당
- 민주진보당
- 대만기진
- 대만단결연맹

## 같이 보기
- 범람연맹